# Legolas
Legolas este unul dintre personajele principale ficționale din trilogia Stăpânul Inelelor scrisă de J.R.R. Tolkien.  Este fiul celui de-al XI-lea rege al Mirkwood-ului.